# Turingia
La Turingia, ufficialmente Stato libero di Turingia (in tedesco: Thüringen /ˈtyʀɪŋɡən/), è uno dei sedici Stati federati (Bundesländer) della Germania. Si trova nel centro del paese ed è tra i più piccoli, con una superficie di 16 172,50 km² e quasi 2,2 milioni di abitanti (2014). La sua capitale è Erfurt.

## Geografia politica
La Turingia confina con la Bassa Sassonia e la Sassonia-Anhalt a nord, con la Sassonia a est, con la Baviera a sud e con l'Assia a ovest. Le città principali sono Erfurt (205 000 abitanti), Jena (105 000), Gera (99 000), Weimar (65 000), Gotha (45 000), Nordhausen (44 000) e Eisenach (42 000).
La caratteristica geografica principale è la Selva di Turingia (Thüringer Wald), una catena montuosa nel sud-ovest dello stato. Nel nord-ovest la Turingia comprende una piccola parte delle montagne dell'Harz. La parte orientale è per lo più pianeggiante. Il fiume Saale scorre attraverso questa pianura da sud a nord. Al di là del Saale, a est, si estende il paesaggio leggermente collinoso che rappresenta il tratto precollinare della zona occidentale dei Monti Metalliferi, parte dell'antica regione dell'Osterland.

## Storia
Lo stato prende il nome dai Turingi, una popolazione di origine germanica che occupò l'area attorno al V secolo. Dopo circa un secolo di regno autonomo, nel VI secolo la Turingia cadde sotto la dominazione franca: Gregorio di Tours narra che i re franchi, Teodorico I e il fratellastro Clotario I, nel 531 la invasero, deposero il re Ermanafrido e annetterono il regno a quello dei Franchi.
Interessante notare che il re longobardo Agilulfo, eletto alla fine del VI secolo, era di origine turingia, mentre la regina in carica Teodolinda era bavara. Nel VII secolo, secondo il cronista Fredegario, il re dei Franchi Dagoberto I nominò un duca, Radulfo, a governare la Turingia, la quale tentò di ribellarsi. Placata la ribellione, il re Sigeberto III assegnò la Turingia ai duchi di Würzburg.
Del periodo successivo, in cui la Turingia continuò a essere governata dai duchi merovingi e poi carolingi, si hanno scarse notizie. La storia documentata riprende all'inizio dell'XI secolo, con i margravi di Turingia. Successivamente la Turingia entrò a far parte del Sacro Romano Impero di cui costituì, dal 1130, un langraviato.
Dopo l'estinzione della linea regnante di conti Ludovingi (1247) e la guerra di successione Turingiana (1247-64), la metà occidentale del ducato divenne indipendente con il nome di Assia. Le due entità non sarebbero state riunificate mai più. Gran parte della restante Turingia cadde sotto il dominio della dinastia Wettin, della vicina Meißen, il nucleo del successivo Ducato e poi Regno di Sassonia. Con la divisione della Casa Wettin, nel 1485, la Turingia finì al ramo anziano (Ernestino) della famiglia, che successivamente la suddivise in diversi staterelli. La "Turingia" divenne semplicemente un concetto geografico.
Durante la riforma protestante la Turingia fu un vero e proprio focolaio di rivolta religiosa a sfondo sociale. La guerra dei contadini tedeschi, capitanata dal predicatore Thomas Müntzer, scosse le fondamenta del potere signorile ed ecclesiastico, suscitando una violenta repressione. All'interno della napoleonica Confederazione del Reno, organizzata nel 1806, si avviò un riordinamento dei territori, confermato dal congresso di Vienna (1814-15) con la creazione della confederazione germanica.
All'interno dell'impero tedesco gli stati turingi erano: Sassonia-Weimar, Sassonia-Meiningen, Sassonia-Altenburg, Sassonia-Coburgo-Gotha, Schwarzburg-Sondershausen, Schwarzburg-Rudolstadt e le due principalità di Reuss. Durante il periodo della repubblica di Weimar, dopo la prima guerra mondiale, questi stati vennero dissolti. La Turingia riemerse come entità politica nel 1920, quando fu istituito lo Stato della Turingia mediante la fusione dei territori ereditari; solo la parte più meridionale del Sachsen-Coburg-Gotha votò per unirsi alla Baviera. La città di Erfurt, benché inclusa nel territorio della Turingia, rimase parte della Prussia. Weimar divenne la nuova capitale della Turingia.
Alla fine della seconda guerra mondiale la Turingia rientrò nel settore di occupazione sovietico, entrando quindi a far parte della Repubblica Democratica Tedesca (RDT o Germania Est). A seguito della ristrutturazione amministrativa della Germania Est, nel 1952 la Turingia fu divisa in tre distretti (Erfurt, Gera e Suhl) e abolita come Stato federale. Il ripristino avvenne con la riunificazione della Germania nel 1990.

## Amministrazione
La Turingia è divisa in diciassette circondari (Landkreis):
| 1. Altenburger Land 2. Eichsfeld 3. Gotha 4. Greiz 5. Hildburghausen 6. Ilm | 1. Kyffhäuser 2. Nordhausen 3. Saale-Holzland 4. Saale-Orla 5. Saalfeld-Rudolstadt 6. Schmalkalden-Meiningen | 1. Sömmerda 2. Sonneberg 3. Unstrut-Hainich 4. Wartburg 5. Weimarer Land |

Inoltre ci sono sei città extracircondariali (kreisfreie Stadt), che non appartengono ad alcun circondario:
1. Erfurt
2. Eisenach
3. Gera
4. Jena
5. Suhl
6. Weimar

### Le principali città della Turingia
Tra parentesi i dati della popolazione al 31 dicembre 2021.
1. Erfurt (213 227)
2. Jena (110 502)
3. Gera (91 368)
4. Weimar (65 138)
5. Gotha  (45 099)

### Ministri-Presidenti della Turingia

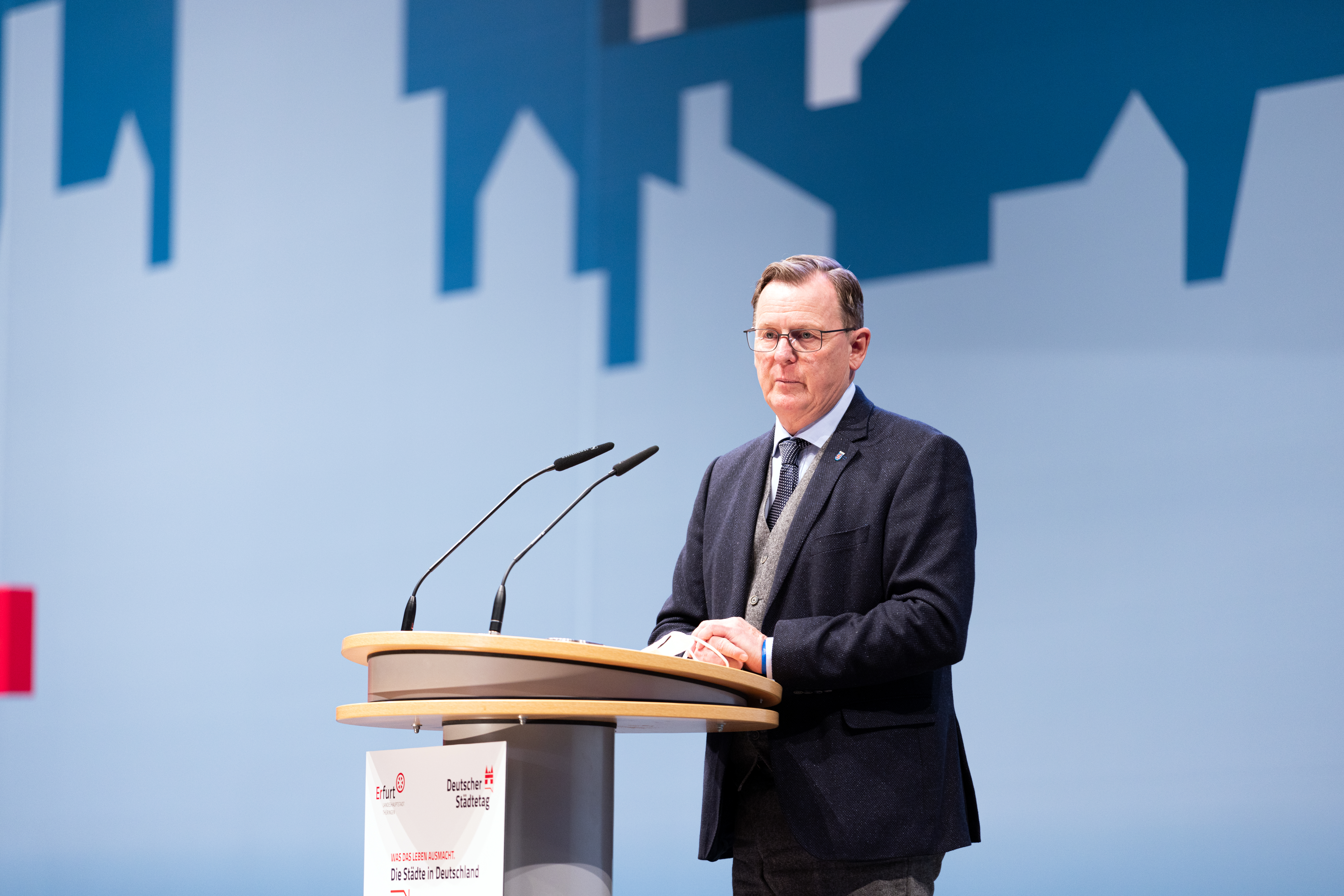
Bodo Ramelow, ministro-presidente della Turingia

1. 1945: Hermann Brill (SPD) "Regierungspräsident"
2. 1945 - 1947: Rudolf Paul (SED)
3. 1947 - 1952: Werner Eggerath (SED)
4. 1990 - 1992: Josef Duchač (CDU)
5. 1992 - 2003: Bernhard Vogel (CDU)
6. 2003 - 2009: Dieter Althaus (CDU)
7. 2009 - 2014: Christine Lieberknecht (CDU)
8. dal 2014: Bodo Ramelow (Die Linke)

## Società

### Religione
Chiesa evangelica in Germania 25,1%, Chiesa cattolica 7,8 %.